# Juan Arricio
Juan Arricio (La Paz, 1923. december 21. – ?) válogatott bolíviai labdarúgó.
A bolíviai válogatott tagjaként részt vett az 1950-es világbajnokságon.

## Külső hivatkozások
- Juan Arricio – a FIFA adatbázisában